# 死にたい夜にかぎって
『死にたい夜にかぎって』（しにたいよるにかぎって）は、爪切男による2018年のエッセイ作品、およびそれを原作として2020年に放送されたテレビドラマ。

## 概要
爪切男（つめきりお）が2016年9月から日刊SPA!で連載していたエッセイ『爪切男のタクシー×ハンター』の恋愛エピソードを加筆修正のうえ再構築し『死にたい夜にかぎって』と改題して書籍化。本作が爪切男のデビュー作となる。
2019年11月19日には文庫版が発売された。

## 書誌情報
- 爪切男 『死にたい夜にかぎって』
  - 単行本：2018年1月26日、扶桑社、ISBN 978-4594078980
  - 文庫本：2019年11月19日、扶桑社文庫、ISBN 978-4594083441

## テレビドラマ
2020年2月より深夜ドラマ枠「ドラマイズム」で、毎日放送（MBSテレビ）制作によりTBSテレビをはじめとする同系列の一部において放送。

### あらすじ
母親に幼くして捨てられた主人公・小野浩史は、2005年、チャットルームで橋本アスカと出会う。ネット上での会話で気が合った二人は直接会うことになるが、そのときアスカは「変態に唾」を売って生活していた。ほどなく交際、同棲へと発展する。それから6年間の物語。

### キャスト
- 小野浩史 - 賀来賢人（小学校時代：山下心煌 / 中高時代：青木柚）
- 橋本アスカ - 山本舞香

編集部
- 黒田 - 戸塚純貴
- 岡田さん - 小西桜子
- レブロン - 今井隆文
- CRAZY舌 - 櫻井健人
- 社長 - Mummy-D

主人公の少年期
- 浩史の父 - 光石研
- 浩史の祖母 ‐ 泉晶子
- 山村さん - 玉城ティナ
- 吉野さん - 中村里帆

### スタッフ
- 原作 - 爪切男『死にたい夜にかぎって』（扶桑社）
- 監督 - 村尾嘉昭、坂上卓哉
- 脚本 - 加藤拓也
- 音楽 - 遠藤浩二
- オープニングテーマ:ましのみ「7(ナナ)」
- エンディングテーマ:アイナ・ジ・エンド「死にたい夜にかぎって」
- チーフプロデューサー - 浅野由香、丸山博雄
- プロデューサー - 松本桂子、尹楊会、遠藤里紗
- 制作 - TBSスパークル
- 製作 - カルチュア・エンタテインメント、毎日放送

### 放送日程
| 各話   | 放送日   | 放送日  | 監督     |
| 各話   | 毎日放送 | TBS     | 監督     |
| ------ | -------- | ------- | -------- |
| 第1話  | 2月24日  | 2月26日 | 村尾嘉昭 |
| 第2話  | 3月02日  | 3月04日 | 村尾嘉昭 |
| 第3話  | 3月09日  | 3月11日 | 村尾嘉昭 |
| 第4話  | 3月16日  | 3月18日 | 坂上卓哉 |
| 第5話  | 3月23日  | 3月25日 | 坂上卓哉 |
| 最終話 | 3月30日  | 4月01日 | 村尾嘉昭 |

### 放送局
| 放送期間                                                                                 | 放送時間                     | 放送局             | 対象地域   | 備考   |
| ---------------------------------------------------------------------------------------- | ---------------------------- | ------------------ | ---------- | ------ |
| 2020年2月24日 - 3月30日                                                                  | 月曜 0:50 - 1:20（日曜深夜） | 毎日放送           | 近畿広域圏 | 製作局 |
| 2020年2月26日 - 4月1日                                                                   | 水曜 1:28 - 1:58（火曜深夜） | TBSテレビ          | 関東広域圏 |        |
| 2020年3月10日 - 4月14日                                                                  | 火曜 2:05 - 2:35（月曜深夜） | 信越放送           | 長野県     |        |
| 2020年3月15日 - 4月19日                                                                  | 日曜 2:08 - 2:38（土曜深夜） | チューリップテレビ | 富山県     |        |
| 2020年3月20日 - 4月24日                                                                  | 金曜 0:56 - 1:26（木曜深夜） | あいテレビ         | 愛媛県     |        |
| 【ネット配信】MBS、TBS過去放送分はTSUTAYA TVで特別編やチェーンストーリーを含め独占配信。 |                              |                    |            |        |